# Cercidiphyllum japonicum
Cercidiphyllum japonicum, katsura (桂?), es una especie perteneciente a la familia Cercidiphyllaceae. 

## Hábitat
Son oriundas de Asia oriental, de Japón (Honshu y Hokkaidō) y de China (Shanxi sudoeste cerca de Sichuan y de Zhejiang). 
Katsura es el nombre japonés para el árbol y otras especies del género. El nombre científico Cercidiphyllum se refiere a la estrecha semejanza de las hojas a las de Cercis; estos dos géneros no están relacionados y pueden distinguirse fácilmente, entre otros aspectos, porque mientras que los Cercis tienen sus hojas alternas, Cercidiphyllum las tiene opuestas.
El género Cercidiphyllum se encontraba también en Europa, incluida la península ibérica, desde el Cretácico y hasta el Plioceno.

## Descripción
Cercidiphyllum japonicum, pueden alcanzar 45 metros de altura en el medio silvestre, pero en general son más pequeños en el cultivo. Tiene la corteza áspera, surcada. Las hojas son más pequeñas, no más de 4,5 cm de largo y 3,2 cm de ancho. Semillas aladas sólo en extremo inferior. Las plantas de China se encontraron en un tiempo separadas como C. japonicum var. sinense  , pero no hay diferencias entre el japonés y el chino.

## Cultivo
Katsura se cultiva como un árbol ornamental por sus hojas en forma de delicado corazón que en otoño tiene un brillante color, una mezcla de color amarillo brillante, rosado y naranja-rojo.  Cuando las condiciones son adecuadas, es de rápido crecimiento, pero es muy sensible a la sequía y necesita el suelo permanentemente húmedo. En condiciones de sequía, la especie se desprende de sus hojas, sin embargo su renacimiento puede producirse una vez que el agua esté nuevamente disponible. De particular interés es el olor producido por las hojas en el otoño, se asemeja al azúcar moreno quemado o al algodón dulce.